# タイムトラベル少女〜マリ・ワカと8人の科学者たち〜
『タイムトラベル少女〜マリ・ワカと8人の科学者たち〜』（タイムトラベルしょうじょ マリ・ワカとはちにんのかがくしゃたち）は、板倉聖宣が編纂した『発明発見物語全集〜磁石と電気の発明発見物語』を原典としたアニメ作品。2016年7月9日から9月24日までテレビ東京系列にて放送された。総合教育サービス会社のワオ・コーポレーションが製作しているため、教育アニメとも受け取れる作品である。
声優ユニット・スフィアのメンバーが『夏色キセキ』（2012年）以来4年ぶりにメインキャストとして勢揃いした作品でもある。

## あらすじ
中学2年生の早瀬真理（以下マリ）は、3年前に失踪した父親・永司からもらったペンダント「アーミラリーコンパス」を大事に持っていた。ある日親友の水城和花（以下ワカ）の家に遊びに行ったマリは、ワカの兄・旬の部屋にあった一冊の本をたまたま開いた所、その本に反応したアーミラリーコンパスの力で1600年のイギリス・ロンドンへとタイムスリップしてしまう。
マリはこの出来事を機に様々な時代へタイムスリップし、それぞれの時代に生きていた8人の科学者たちとの出会いと別れを繰り返していく。やがて、失踪した父が自分と同じく過去の世界へタイムスリップしていたことを知り、彼が失踪した理由に迫って行く。一方、かつて永司の研究に出資していた実業家・御影丞は彼の行方を捜して早瀬家の近辺を探り始め、次第にマリたちの秘密にも迫ることになる。

## 登場人物
マリ / 早瀬 真理（はやせ まり）
声 - 豊崎愛生、谷育子（老年期）
主人公の1人。父である永司から託されたペンダント・アーミラリーコンパスを大切にしており、ある日旬に託された本を触って初めてタイムトラベルを経験。
それからあらゆる時代に飛び、歴史に名を残す科学者たちとの出会いを経験していく。
基本は優しい性格で少々抜けた面もあるが強気な面もあり、嫌な相手には大人（作中では御影）であっても容赦ない。また、どんな料理も少し味見しただけでどのような食材で出来ているのかを見抜ける絶対味覚の持ち主。その反面、ファッションにはあまりこだわりが無いようで、夏休みに早瀬家の面々と水城家の面々とで旅行に行った際には、一同の中で唯一スクール水着を着用していた。
なお、マリとワカが様々な時代の様々な国へとタイムトラベルをしているのに、なぜか科学者たちを含めた現地の人々との間で日本語での会話が普通に成立しているが、終盤において永司が作り出したタイムトラベルを可能とする要となる装置「TSS」に自動翻訳機能が組み込まれており、タイムトラベルをした者は自動的に口から発する言語や耳から聞く言語が翻訳されていることが判明した（例えば英語圏の国ならば、タイムトラベルをした者が発する言語は現地の人には英語として聞こえられ、現地の人が発する英語での発言は日本語として聞き取れるというもの）。
ワカ / 水城 和花（みずき わか）
声 - 寿美菜子
主人公の1人。マリの幼馴染であり、旬の妹。幼馴染である風太に好意を寄せており、彼に関することで狼狽することも少なくない。
永司の研究所の地下室で拾ったマリと同じペンダントを身に着けていたことにより、タイムトラベルを経験することになる。
ちなみにマリよりもかなり背が高い。
水城 旬（みずき しゅん）
声 - 木島隆一
ワカの兄でマリの憧れの存在。医学部志望の高校生で頭脳明晰。永司の研究に幼い頃から興味を抱いており、よく研究所に遊びに行ってたらしくセキュリティーカードの場所も知っていた。
永司から一冊の本を託されており、マリがその本とアーミラリーコンパスの力でタイムスリップし一時失踪した騒動を機に、自分も永司の失踪の謎を探り始める。
早瀬 永司（はやせ えいじ）
声 - 森川智之
マリの父親。世界的な発明家であるが、フラッと長期の研究旅行に行ってしまう放浪癖がある。物語開始時点では3年間、家に帰っておらず便りもない状態。
過去には結婚式を挙げた翌日から半年間、音信不通になったこともあるが、妻からは全く嫌われていない。タイムトラベルのきっかけである本を旬に託した張本人である。
早瀬 晶（はやせ あきら）
声 - 戸松遥
マリの母親。パティシエで、ケーキ店を営んでいる。おおらかで明るい性格の持ち主。
永司を強く信頼している。
早瀬 理香（はやせ りか）
声 - 福緒唯
マリの妹。保育園児。
第8話で姉がタイムスリップする瞬間を目撃し、そのことを母に話してしまう。
水城 麗（みずき れい）
声 - 井上喜久子
ワカと旬の母。子供2人を成績優秀に育てる子育て上手な母親ながら、性格はおっとりとしてマイペース。
市川 風太（いちかわ ふうた）
声 - 山下大輝
マリとワカの同級生の少年。ワカとは幼馴染で、彼女の想い人でもある。
サッカー部に所属している。
御影 丞（みかげ じょう）
声 - 坪井智浩
マネーファンドを運営する実業家の男性。かつて「物質転送装置」を研究・開発していた永司に出資していたが、彼が突如失踪し装置の開発も中止されたことを知り、その理由を探るためにあらゆる手段を尽くして永司の行方を追っている。
永司を追う過程で、彼の妻である晶に度々会っている。
黒木 さつき（くろき さつき）
声 - 高垣彩陽
御影丞の秘書。永司の行方を探る御影に協力している。
第8話にて早瀬一家・水城一家と初対面し、旬に接触する。
マリの孫娘
第12話のラストで登場したマリの孫娘。科学が好き。
ある日マリの研究所に遊びに来た際、彼女からアーミラリーコンパスのペンダントをもらった。
マリの助手
マリの研究所で働く研究員。

### 8人の科学者
タイトルになっている8人の科学者。全員、実在の人物。
ウィリアム・ギルバート
声 - 大川透
16世紀のイギリスで静電気と磁石の研究を行う科学者。
ベンジャミン・フランクリン
声 - 三木眞一郎
18世紀アメリカの政治家にして科学者。避雷針の研究を行っている。
アレキサンドロ・ボルタ
声 - 中村大樹
18世紀から19世紀にかけて活躍したイタリアの科学者。世界初の化学電池の発明者。
マイケル・ファラデー
声 - 森久保祥太郎
19世紀イギリスの科学者。
サミュエル・モールス
声 - 遊佐浩二
19世紀アメリカの画家にして発明家。モールス信号の開発者。
グラハム・ベル
声 - 前野智昭
19世紀から20世紀にかけて活動したスコットランドの科学者。電話機の開発者。
ハインリッヒ・ヘルツ
声 - 石田彰
19世紀ドイツの物理学者。
トマス・エジソン
声 - 羽多野渉
19世紀から20世紀にかけて活動したアメリカの発明家。

## スタッフ
- 原典 - 板倉聖宣『磁石と電気の発明発見物語』
- 監督・シリーズ構成 - ヤマサキオサム
- 助監督 - 久城りおん
- キャラクターデザイン・総作画監督 - 小林多加志
- サブキャラクターデザイン - 佐々木敏子
- プロップデザイン - 水谷麻美子
- メカ・ディスプレイデザイン - 佐山善則
- 科学監修 - 三好泰弘、松木和也
- 美術設定 - 脇威志、中島美佳
- 美術監督 - 安田ゆかり
- 色彩設計 - 辻田邦夫
- 撮影監督 - 寺本憲正
- CGディレクター - 畑田裕之
- CGプロデューサー - 冷泉真澄
- 編集 - 相原聡
- 音響監督 - 長崎行男
- 音楽 - 黒石ひとみ
- プロデューサー - 吉野文、村上匡宏
- アニメーションプロデューサー - 青木清光
- アニメーション制作 - ワオワールド
- 製作 - テレビ東京、ワオ・コーポレーション

## 主題歌
オープニングテーマ「希望TRAVELER」
作詞 - えびずん / 作曲・編曲 - 佐伯高志 / 歌 - A応P
エンディングテーマ「ミス・ラビット」
作詞・作曲 - 志倉千代丸 / 編曲 - 悠木真一 / 歌 - エラバレシ

## 各話リスト
| 話数   | サブタイトル       | 脚本           | 絵コンテ       | 演出           | 作画監督   | 放送日        |
| ------ | ------------------ | -------------- | -------------- | -------------- | ---------- | ------------- |
| 第1話  | 賢者なるギルバート | ヤマサキオサム | ヤマサキオサム | 久城りおん     | 佐々木敏子 | 2016年 7月9日 |
| 第2話  | 悲しみのギルバート | ヤマサキオサム | ヤマサキオサム | 金子祥之       | 中村統子   | 7月16日       |
| 第3話  | 反骨のフランクリン | 久保幸湖       | 久城りおん     | 久城りおん     | 内野明雄   | 7月23日       |
| 第4話  | 戦場のボルタ       | ヤマサキオサム | 久城りおん     | 久城りおん     | 内野明雄   | 7月30日       |
| 第5話  | ファラデーの憂鬱   | 広田光毅       | 清水聡         | 久保博志       | 三浦貴弘   | 8月6日        |
| 第6話  | ファラデーの覚悟   | 広田光毅       | 清水聡         | 久保博志       | 水谷麻美子 | 8月13日       |
| 第7話  | モールスの閃き     | ヤマサキオサム | 久城りおん     | 久城りおん     | 上野翔太   | 8月20日       |
| 第8話  | ベルの決断         | 中村能子       | 久保博志       | 久保博志       | 中村統子   | 8月27日       |
| 第9話  | 呼応するベル       | 中村能子       | 久保博志       | 久保博志       | 内野明雄   | 9月3日        |
| 第10話 | ヘルツの誇り       | 久保幸湖       | 久城りおん     | 久城りおん     | 上野翔太   | 9月10日       |
| 第11話 | 不屈のエジソン     | 広田光毅       | 清水聡         | 金子祥之       | 大西陽一   | 9月17日       |
| 第12話 | 親愛なる科学者たち | 広田光毅       | 名村英敏       | ヤマサキオサム | 三浦貴弘   | 9月24日       |

## 放送局
テレビ東京系列6局のみ字幕放送を実施。
| 放送地域       | 放送局         | 放送期間               | 放送日時           | 放送系列       | 備考                                                             |
| -------------- | -------------- | ---------------------- | ------------------ | -------------- | ---------------------------------------------------------------- |
| 関東広域圏     | テレビ東京     | 2016年7月9日 - 9月24日 | 土曜 7:00 - 7:30   | テレビ東京系列 | 製作局                                                           |
| 北海道         | テレビ北海道   | 2016年7月9日 - 9月24日 | 土曜 7:00 - 7:30   | テレビ東京系列 | 同時ネット                                                       |
| 愛知県         | テレビ愛知     | 2016年7月9日 - 9月24日 | 土曜 7:00 - 7:30   | テレビ東京系列 | 同時ネット                                                       |
| 大阪府         | テレビ大阪     | 2016年7月9日 - 9月24日 | 土曜 7:00 - 7:30   | テレビ東京系列 | 同時ネット                                                       |
| 岡山県・香川県 | テレビせとうち | 2016年7月9日 - 9月24日 | 土曜 7:00 - 7:30   | テレビ東京系列 | 同時ネット                                                       |
| 福岡県         | TVQ九州放送    | 2016年7月9日 - 9月24日 | 土曜 7:00 - 7:30   | テレビ東京系列 | 同時ネット                                                       |
| 日本全域       | AT-X           | 2016年7月9日 - 9月24日 | 土曜 21:00 - 21:30 | CS放送         | 14時間遅れ リピート放送あり 90秒間のマリワカのミニコーナーも放送 |